# Claudiu Belu
Claudiu Belu Iordache (Timișoara, 7 novembre 1993) è un calciatore rumeno, difensore del Râmnicu Vâlcea.

## Carriera
Ha giocato nella massima serie rumena.